# Дускаева, Лилия Рашидовна
Ли́лия Раши́довна Дуска́ева (род. Пермь) — советский и российский лингвист, доктор филологических наук, профессор.
декан факультета телерадиожурналистики Санкт-Петербургского института телевидения (2008). Профессор и заведующая кафедрой медиалингвистики в Санкт-Петербургском государственном университете (с 2010).
Создатель направления «Журналистика» филологического факультета Пермского университета (1998–2002).

## Биография
Окончила филологический факультет Пермского государственного университета по специальности «филолог» с присвоением квалификации «Преподаватель русского языка и литературы».
По окончании университета 20 лет работала в Пермском университете: начинала в должности стажера-исследователя кафедры русского языка и стилистики филологического факультета, завершила в должности профессора этой же кафедры.
Окончила очную аспирантуру и в 1995 году под научным руководством доктора филологических наук профессора М. Н. Кожиной защитила диссертацию на соискание учёной степени кандидата филологических наук по теме «Диалогичность газетных текстов 1980—1990 гг.».
В 1999 открыла специальность «Журналистика» в Пермском университете и по 2002 год руководила ей; открыла также аспирантуру по данной специальности, в 2002 году ушла в докторантуру, специальность (ныне — направление) возглавил известный пермский культуролог и литературовед В. В. Абашев. В 2004 году защитила докторскую диссертацию в диссертационном совете факультета журналистики СПбГУ по специальности «Журналистика».
После переезда в Санкт-Петербург в 2006 году работала заведующей кафедрой журналистики в Санкт-Петербургском университете профсоюзов, профессором кафедры теории речевой деятельности и языка массовых коммуникаций Санкт-Петербургского государственного университета, а затем — и. о. декана факультета телерадиожурналистики Санкт-Петербургского института телевидения, бизнеса и дизайна. В конце 2010 года избрана на должность заведующей кафедрой теории речевой деятельности и языка массовой коммуникации (ныне — кафедра речевой коммуникации) Санкт-Петербургского государственного университета, где работает и по сей день.

## Научная деятельность
Л. Р. Дускаева исследует особенности и возможности медиатекста и медиаречи, их семантику, а также речевое поведение в масс-медиа. Исследования посвящены основным направлениям языкового анализа современных медиа, проблемам и явлениям в медиастилистике, медиариторике, медиапрагматике, лингвопраксиологии медиадискурса, лингвоконфликтологии медиатекстов. Ядро исследования — медиалингвистика.
Количество публикаций свыше 250. Автор 5 монографий, 3 учебников, 6 учебных пособий.
Руководитель комиссии медиалингвистики при Международном комитете славистики.
Главный редактор Международного научного журнала «Медиалингвистика».

## Научные труды
- Дускаева Л. Р. Медиастилистика в России: традиции и перспективы // Журналистика и культура речи. 2011. № 3. C. 7-25. Медиалингвистика — XXI век.
- Дускаева Л .Р. Отражение политической жизни в прессе: аспект речевых жанров // Когниция, коммуникация, дискурс. — 2012. — № 4. — С. 24 — 41.
- Дускаева Л .Р. Речевая структура новостных текстов сетевых изданий // Вестн. Перм. ун-та. Российская и зарубежная филология 2014, Вып. 1(25).
- Дускаева Л. Р. Диалогическая природа газетных жанров. Издание 2-е, исправленное и дополненное. СПб, 2012.
- Дускаева Л. Р. Журналистский дискурс в аспекте речевых жанров // Жанры речи 1 (9)'2013. С. 51.
- Дускаева Л. Р. Стилистика медиатекста. Избранные статьи 2010—1012 гг. Санкт-Петербург, 2012.
- Медиа. Демократия. Рынок. Часть 2. Функционирование средств массовой информации в сфере досуга: Материалы Международной научно-практической конференции // Под ред. Л. Р. Дускаевой. СПб.: Астерион, 2010. 230 с.
- Медиалингвистика. Вып. 1. Славянская стилистика. Век XXI: сборник статей / В 26 под ред. Л. Р. Дускаевой. Отв. ред. Ю. М. Коняева. СПб.: Санкт-Петербургский государственный университет, Институт «Высш. шк. журн. и масс. коммуникаций», 2013. 306 с.
- Медиалингвистика. Вып. 2. Речевая коммуникация в средствах массовой информации: сборник статей / под ред. Л. Р. Дускаевой. Отв. ред. В. В. Васильева, В. И. Коньков. СПб.: Санкт-Петербургский государственный университет, Институт «Высш. шк. журн. и масс. коммуникаций», 2013. 265 с.
- Медиатекст как полиинтенциональная система: сборник статей /отв. ред. Л. Р. Дускаева, Н. С. Цветова. СПб.: С.-Петерб. гос. ун-т,, 2012. 250 с.
- Карпова Т. Б., Баженова Е. А., Дускаева Л. Р. Нормы русского языка в таблицах и тестах. Пермь: Пермский государственный национальный исследовательский университет, 2012.
- Дускаева Л. Р., Протопопова О. В. Язык сети Интернет // Стилистический энциклопедический словарь русского языка / Под ред. М. Н. Кожиной. М.: Флинта: Наука, 2003. С. 648—651. / Под ред. Л. Р. Дускаевой. СПБ.: Питер, 2014.
- Дускаева Л. Р. Стилистика как речеведение. Сборник научных трудов славянских стилистов, посвященный памяти М. Н. Кожиной / Изд. ФЛИНТА. 2013. 268 с.
- Дускаева Л. Р., Протопопова О. В. Стилистика официально-деловой речи. Учебное пособие для студентов учреждений высшего профессионального образования. 2-е изд., испр. М.: Академия (Academia), 2012.